# 墨子巡天望遠鏡
墨子巡天望遠鏡 (ぼくしじゅんてんぼうえんきょう、英語: Wide Field Survey Telescope:WFST)は中国に建設された主鏡口径2.5mの望遠鏡で、観測期間中に変化する超新星などの突発天体を追跡する時間領域天文学の研究を主目的として運用されている。
この望遠鏡は320 nm から1028 nmまでの波長にわたる6つの波長帯で観測し、一度の観測視野は3度に及び、23等級の天体まで観測できる。
主焦点部には9枚のCCDイメージセンサーを搭載したカメラが設置され、能動光学により補正された分解能の高い画像が得られる。この7億5000万画素の巨大なカメラによって、北半球の夜空全体を3夜で1周観測することができる。
望遠鏡の名前は古代中国の哲学者で、光学の始祖の1人としても知られる墨子にちなんでいる。チベット高原の青海省冷湖近くの標高4200mの地点に建設された。
中国西部という地理的条件は、現在の地球上の高地にある大口径望遠鏡のネットワークにおいて死角となっている地理的ギャップの解消につながると期待されている。これにより、超新星や重力波の光学対応天体といった、急速に変化を起こし絶え間なく監視する必要のある現象の観測が充実される。現在の世界でも主要な観測施設は、ハワイのマウナケア天文台群やチリ各地のヨーロッパ南天天文台などによる施設群、カナリア諸島のラ・パルマ島など西半球に偏って分布しており、これらの地域が昼の時間帯は世界的に見ても、日本以外で大望遠鏡の観測ができないというギャップが生まれていた。

## 沿革
望遠鏡の建設プロジェクトは2017年に安徽省合肥市の中国科学技術大学と南京市の中国科学院紫金山天文台によって開始された。
2023年8月17日はエンジニアリングテストの運用期間が開始された。
同年9月17日にファーストライトを迎え、アンドロメダ銀河を撮影した。
その後3か月ほどのパイロットサーベイを経て、2024年から6年間を予定しているサーベイミッションが行われており、6年間で空の各領域を60回ずつ撮影する。
さらに、WFSTが設置された冷湖天文観測研究拠点も、アジア最大規模の天文台群として世界トップクラスの観測サイトに匹敵するほど発展しており、2024年夏時点で11機関から45台を受け入れ、2024年中にはさらに30台が追加されるとされている。
将来的には、太陽系天体の精密位置測定を目的とする口径4.2ｍの望遠鏡を建設も決定しており、位置天文学を主目的とする望遠鏡としては世界最大のものとなる。

## 観測成果
WFSTは国際天文学連合の小惑星センターから天文台コード"O18"が割り当てられている。
WFSTでは観測地の空の条件が優れているため、主要サーベイができなくなる薄明時間帯でも小惑星の捜索が可能であり、メインサーベイの時間枠を割くことなく太陽系天体の観測が可能となっている。
2023年11月には、2個の地球近傍小惑星、2023 WX1と2023 WX2を発見した。
また、超新星のような突発天体以外にも、高頻度で天の川銀河面上の50万個以上の天体の光度曲線を得ることで、希少な種類の変光星を複数発見している。
そのほか、時間領域分野とは異なる分野においても、銀河の形成や宇宙論、天の川銀河の構造の解明といった科学目標において成果が期待されている。